# 紐西蘭皇家空軍
紐西蘭皇家空軍（英語：Royal New Zealand Air Force），前稱）是紐西蘭國防軍的空軍部隊。它是從英國皇家空軍駐新西蘭的部隊演變而成，並於1923年成為獨立英國皇家空軍的部隊。雖然如此，但是在1940年代末前許多紐西蘭皇家空軍飛行員繼續於英國皇家空軍中服役。紐西蘭皇家空軍曾於第二次世界大戰、馬來亞緊急狀態、越南戰爭和海灣戰爭時參與戰鬥，又會參加各種聯合國維和特派團。在1945年的高峰時期新西蘭皇家空軍擁有1,000多架作戰飛機，現時已經縮小規模到大約62架引用飛機，在2010年，皇家空軍轉為專注於海上巡邏和運輸任務，支援紐西蘭皇家海軍和紐西蘭陸軍。皇家空軍是由一名空軍少將領導，這名少將亦同時擔任皇家空軍司令。

## 組織
正規部隊：2,516名。後備部隊：318名。飛行器：49架

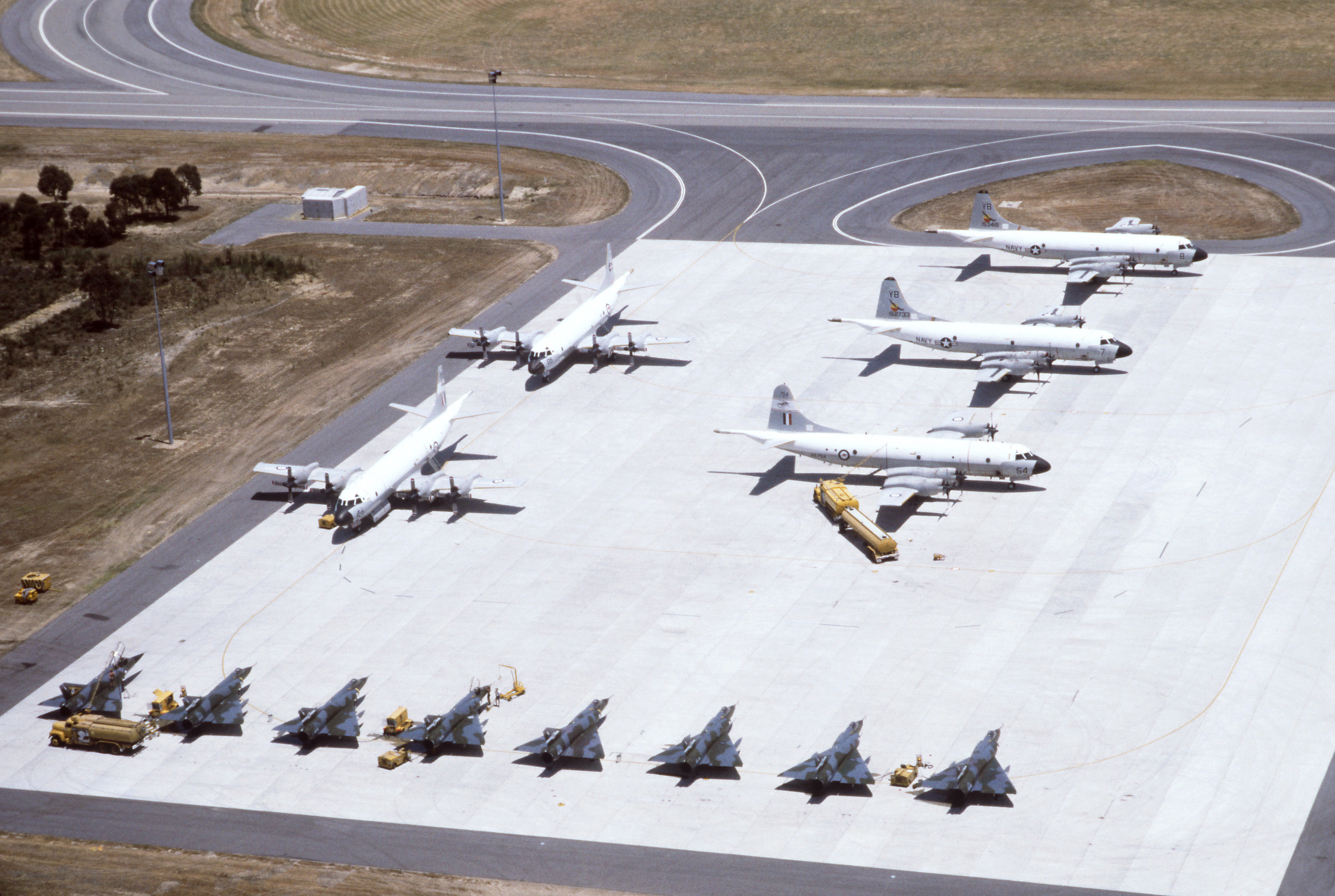
紐西蘭空軍P-3B

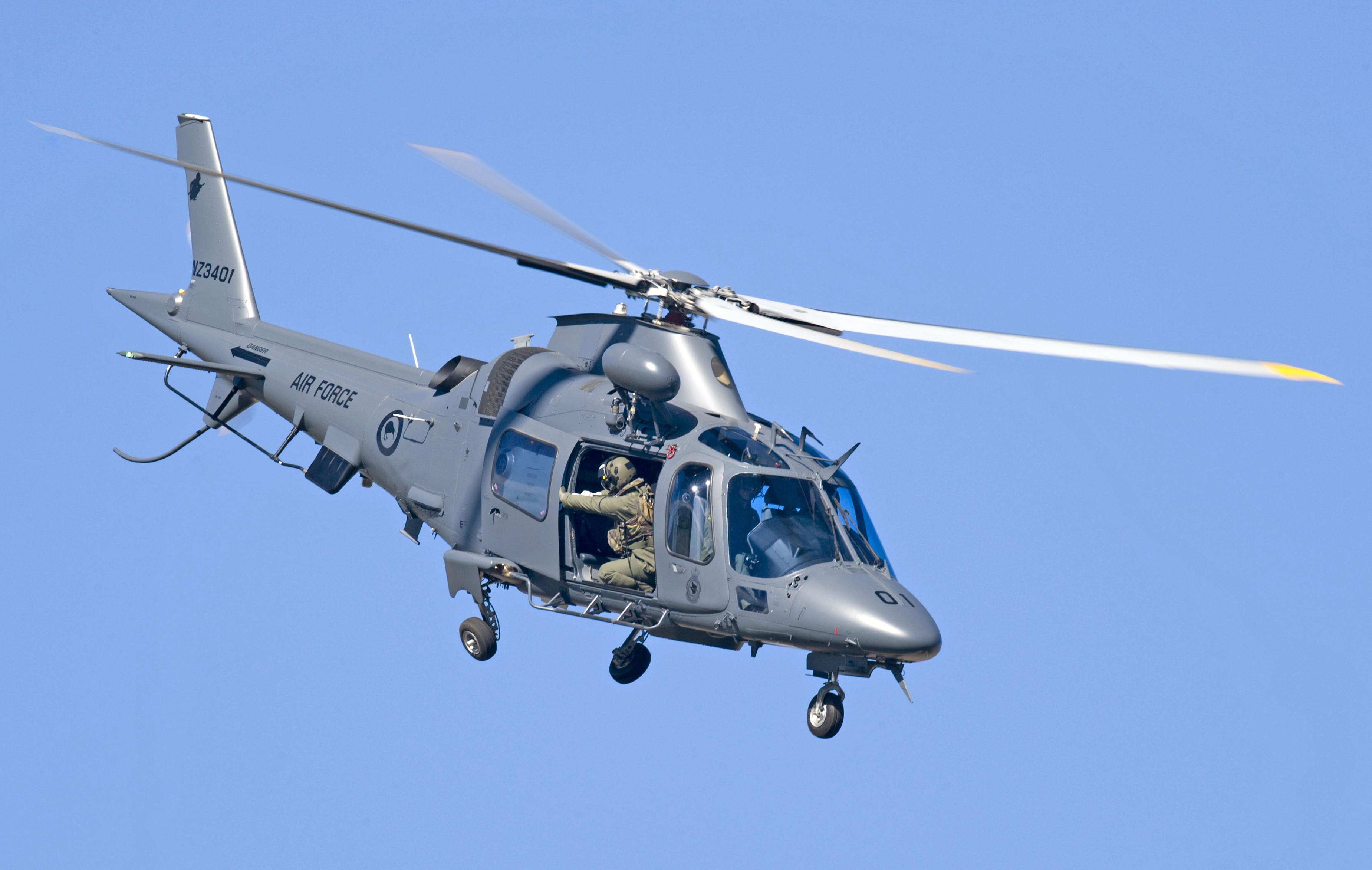
AW109直升機

紐西蘭皇家空軍司令部位於威靈頓，有3個主要空軍基地，分布於奧克蘭、Ohakea、Woodbourne。空軍司令下有5個航空中隊：
- 第3中隊（英语：No. 3 Squadron RNZAF） - 配備NH-90和阿古斯特維斯特蘭AW109直升機
- 第5中隊（英语：No. 5 Squadron RNZAF） - 配備P-3獵戶座海上巡邏機
- 第6中隊（英语：No. 6 Squadron RNZAF） - 配備SH-2海妖直升機（亦是海軍航空兵）
- 第14中隊（英语：No. 14 Squadron RNZAF） - 配備比奇T-6 II德州佬式教練機（飛行員訓練）
- 中央飛行學校（英语：Central Flying School RNZAF） - 配備比奇T-6 II德州佬式教練機（飛行員訓練）
- 第40中隊（英语：No. 40 Squadron RNZAF） - 配備C-130運輸機與波音757
- 第42中隊（英语：No. 42 Squadron RNZAF） - 配備B200型飛機

### 其他業務單位
- 航空標準和安全辦公室
- 航空醫療單位
- 航空研發中心
- 飛機維修廠
- RNZAF跳傘訓練和支援單位

## 主要裝備
- NHI NH90多用途直升機─8架（備用零件機1架）
- 阿古斯特維斯特蘭AW109直升機─5架（備用零件機1架）
- P-3獵戶座海上巡邏機─6架（將退役，由P-8取代）
- P-8海神式海上巡邏機─2018年訂購4架
- SH-2 G海妖直升機─8架
- B200型飛機─4架
- 波音757─2架
- C-130運輸機─5架[5]
- PAC CT/4輕航機（英语：PAC CT/4）─13架
- T-6 II德州佬式教練機─11架

## 外部連結
- 紐西蘭皇家空軍官方網頁
- 紐西蘭國防軍官方網頁